# 波摩里埃市鎮
波摩里埃市鎮，是保加利亞的市鎮，位於該國東南部，由布爾加斯州負責管轄，行政中心为波摩里埃，面積413.19平方公里，2008年人口28,225，人口密度每平方公里68.3人。